# رانگسیت
رانگسیت (به لاتین: Rangsit) یک منطقهٔ مسکونی در تایلند است که در استان پاتوم تانی واقع شده‌است. رانگسیت ۲۰٫۸۰ کیلومتر مربع مساحت و ۷۹٬۳۱۹ نفر جمعیت دارد.